# 三貴子
三貴子（みはしらのうずのみこ）乃指《古事記》記載，伊奘諾尊自黃泉之國返回後清洗污穢時所誕生的三位神祇：
- 天照大神（あまてらすおおみかみ）：伊邪那岐命洗左眼而生的女神，乃太陽神。
- 月讀尊（つきよみ の みこと）：伊邪那岐命洗右眼而生的男神[1]，乃月神。
- 素戔嗚尊（すさのを の みこと）：伊邪那岐命洗鼻而生的男神，乃海原之神。

祂們也另稱為三貴神（さんきし、さんきしん）。

## 參看
- 神誕生

## 外部連結
- （日語）イザナキとイザナミ＜第五章＞三貴子の誕生